# Josh Wolff
Pour l’article homonyme, voir Wolff.
Josh Wolff, né le 25 février 1977 à West Palm Beach en Floride, est un joueur international américain de soccer. Il joue au poste d'attaquant avant de se reconvertir comme entraîneur. 

## Biographie

### Carrière de joueur

#### Carrière internationale
Il termine meilleur buteur du tournoi de Toulon 1996, puis il dispute les Jeux olympiques d'été de 2000.
Il débute avec l'équipe des États-Unis le 8 septembre 1999. Il participe à la Coupe du monde 2002, puis à la Coupe du monde 2006 avec l'équipe des États-Unis.

### Carrière d'entraîneur
Il est le premier entraîneur de l'histoire de la franchise d'Austin le 23 juillet 2019. En tant qu’ancien assistant de Gregg Berhalter avec le Crew de Columbus et la sélection américaine. Il est l’un des entraîneurs-assistants les plus convoités de la ligue.

## Vie privée
Josh Wolff est le père de Tyler Wolff et de Owen Wolff, tous deux joueurs professionnels de soccer.

## Palmarès
- Meilleur buteur du tournoi de Toulon en 1996